# Krasnokamsk
Krasnokamsk (en rus: Краснокамск) és una ciutat de Rússia, es troba al territori de Perm. El 2023 tenia 14.164 habitants. Es troba al vessant occidental dels Urals, a la riba dreta del Kama, un afluent del Volga, a 30 km a l'oest de Perm.

## Història
La vila fou fundada el 1929 al voltant d'una fàbrica de pasta de paper. Rebé l'estatus de ciutat el 1938. Durant els anys 1930 es descobrí un jaciment de petroli, i fou començat a ser explotat per Krasnokamskneft.